# Santiago Suchilquitongo
Santiago Suchilquitongo es una localidad del estado mexicano de Oaxaca. Es cabecera del municipio de Santiago Suchilquitongo.

## Toponimia
El nombre «Santiago» hace referencia al santo patrono de la localidad: Santiago el Mayor. El nombre «Suchilquitongo» proviene de los términos en náhuatl xochitl, flor; quilitl, quelite; tontli, diminutivo; co, en. Su significado es «En los quilatillos floridos».

## Demografía
| Gráfica de evolución demográfica |
|                                  |

| Censo | Población |
| ----- | --------- |
| 1900  | 1 598     |
| 1910  | 1 728     |
| 1921  | 1 502     |
| 1930  | 1 583     |
| 1940  | 1 828     |
| 1950  | 2 258     |
| 1960  | 2 659     |
| 1970  | 3 091     |
| 1980  | 2 110     |
| 1990  | 4 686     |
| 1995  | 5 074     |
| 2000  | 5 989     |
| 2005  | 6 315     |
| 2010  | 7 276     |
| 2020  | 8 273     |